# 发动机

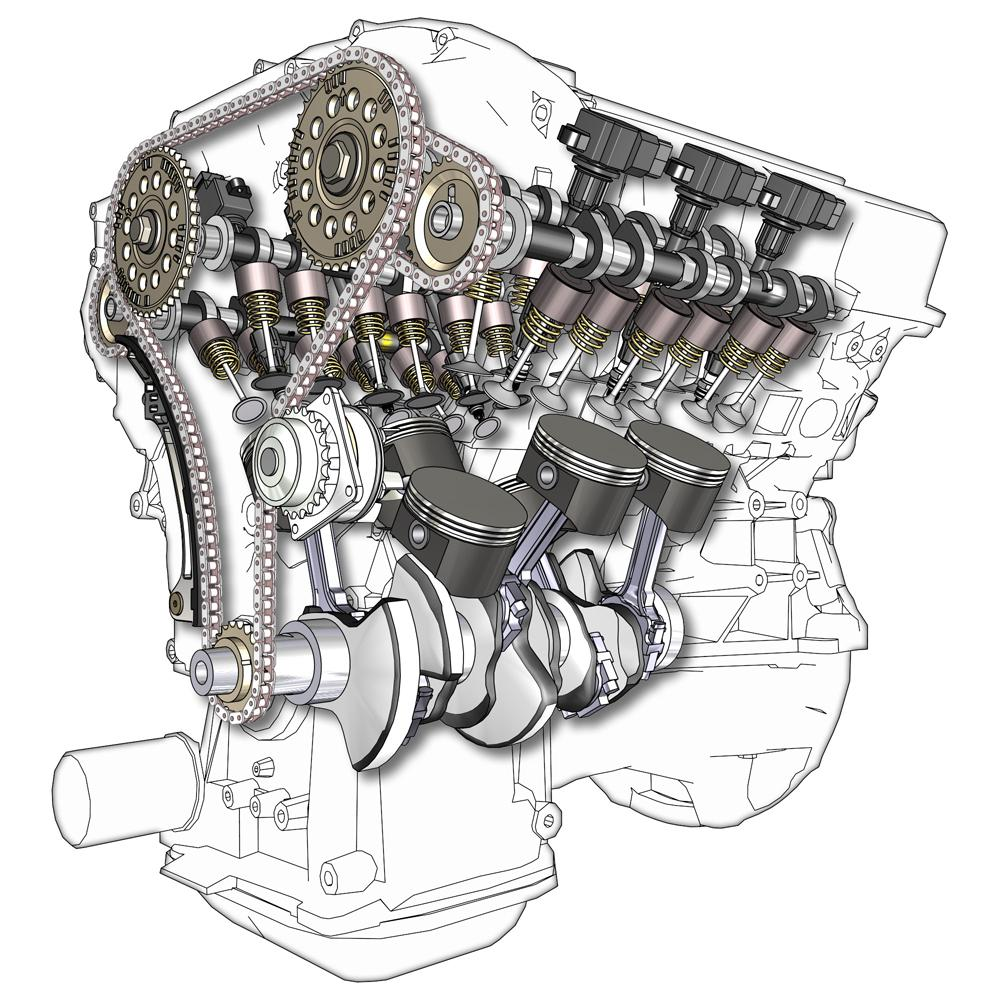
V型引擎的结构图。

发动机又称引擎（engine），音译马达，泛指任何将储蓄的势能（燃料中的化學能、电网和电池中的电能、流体的机械能等等）转化为动能做功的机器。
常見的引擎包含熱機（利用燃烧产生高热能高压气体推动活塞做功的蒸汽机、汽油機及柴油機）、电动机、液压机、气压机、喷气发动机等等。本條目著重於热机。
引擎可以用来直接驱动交通工具前进，或是作为其他装置如发电机的动力来源。

## 词源
英文的“motor”一词来源于拉丁语，意为“使……移动者”。而“engine”一词源于古法语engin以及晚期拉丁语ingenium，意为“天赋”，在中世纪拉丁语中主要指结构复杂的机械。

## 历史与分类
關於引擎的類型目前還沒有公認的分類標準，但大多數發動機的工作原理都是利用特定物質（例如煤油、汽油、柴油或是煤炭）所蘊含的化學能，經燃燒作用產生熱能與氣體，並利用它們產生力量推動機械設備运转与工作。
利用燃料燃烧产生的热加热做

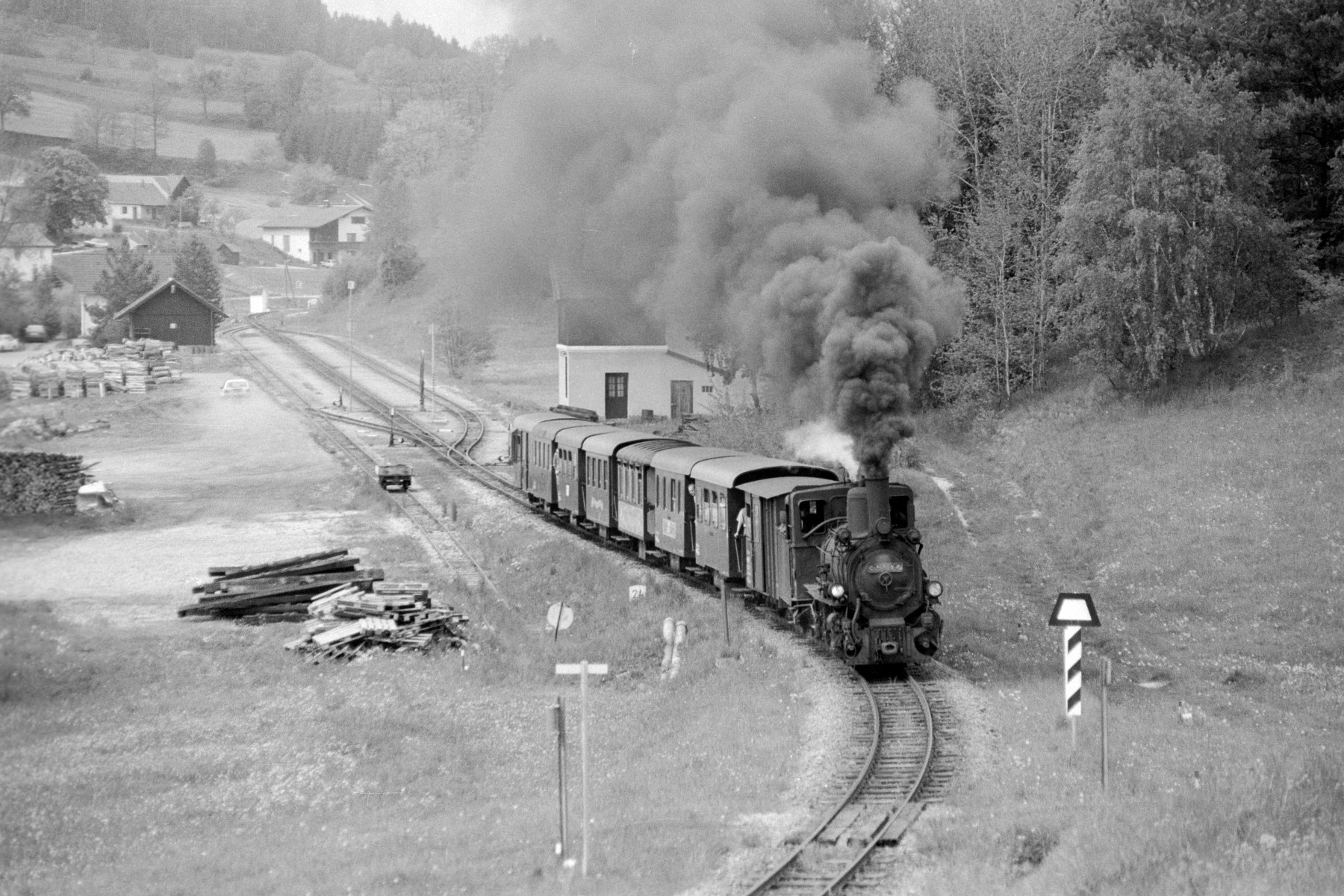
使用外燃机为动力的蒸汽火车

介质，再利用介质膨胀做功的发动机，被称为外燃机。外燃機的燃燒過程發生在汽缸之外，例如一個外置的鍋爐中。鍋爐內燃燒產生的熱氣經管線導入汽缸或渦輪機（Turbine）內，推動活塞或渦輪扇葉來產生推力。西元一世纪，古希腊的希罗描述了以蒸汽为动力的汽转球。然而这只是一种娱乐玩具，并没有真正的起到取代人力劳动的功效。十八世纪，欧洲發生了以蒸汽机的发明为标志的第一次工业革命。1698年，萨弗里发明了用于矿井抽水的蒸汽机：矿工之友。1705年，纽可门开发出实用大气蒸汽机。然而这些蒸汽机都需要向汽缸喷洒冷水造成蒸汽冷凝，汽缸的热量在反复冷却与加热中被浪费。1769年，詹姆斯·瓦特获得了独立冷凝器蒸汽机的专利。同年，居诺制成三轮蒸汽汽车。1802年，特里维西克制造了使用蒸汽机的实验性火车。1807年，罗伯特·富尔顿制成以蒸汽机为动力的船克莱蒙脱号。
利用燃料燃烧后在有限空间内自身的膨胀直接做功的发动机，被称为內燃機。內燃發動機中最常見的是往復式發動機：燃燒後的氣體推動活塞進行往復運動，活塞再透過曲軸（crank）將原本直線往復的動力輸出轉為旋轉運動，是今日汽車與機車上最常見到的動力型式，早期螺旋桨飞机，部分小型船只和某些情况下用来驱动发电机的发动机也都采用这种形式。旋转式发动机又可分为喷气发动机和转子发动机。
1876年，德國的尼古拉斯·奧托以蒸汽机为基础，根据罗夏提出的原理發明了实用的单缸四冲程煤气发动机，主要作为工厂的动力来源。1879年，德國的卡爾·本茨试验成功二冲程汽油发动机，并利用其制造出了三轮汽车。1885年，戴姆勒将四冲程汽油机装在了自行车上从而发明了摩托车。蒸汽火车需要不断加水、加煤，工作过程中也会不断喷出烟尘。所以各国都在实验能否以新动力驱动火车。1894年，德国研制出了采用汽油内燃机的火车。但是这种火车耗油太大，不够经济。1897年，鲁道夫·狄塞尔发明了柴油机。柴油机比汽油机更加适合于大型机械。虽然人类也有过利用蒸汽机制造飞机的尝试，然而蒸汽机由于自身重量太大，不适于作为飞机动力。直到内燃机诞生后动力飞机的出现才成为现实。1903年，莱特兄弟以汽油机为动力使世界上第一架飞机——飞行者一号飞上天空。同年，世界上第一艘柴油动力轮船投入使用。1924年，柴油内燃机被用于火车。由于人们对速度的不断追求，内燃机作为飞机动力的局限性越来越大。1939年，第一架以喷气式发动机为动力的he178升空。1957年，汪达尔发明转子发动机，除了往复式活塞运动方式以外，内燃机又多了一种工作形式。1959年，劳斯莱斯公司开发世界上第一款涡轮风扇发动机康维MK-508定型。
火箭发动机可算是一种特殊的内燃机，其最大的特点在于其使用的氧化剂来源于自身的携带而不是从空气中获得，这就使得装备了火箭发动机的火箭可以在大气层外飞行，或是保证发动机在反应剧烈来不及获得氧气的情况下依然可以工作。

## 外燃机
外燃机是最早投入使用的发动机，最初作为矿场与工厂的动力来源，后来又为发电厂提供动力，在一段较长的时间里，外燃机也作为那些受空间、重量限制较小的交通工具（轮船、火车）的动力。然而由于效率低下，后来已经逐渐不再使用。外燃机依靠燃料燃烧产生的热，驱使工作物质做功。外燃机最主要的工作物质就是水，这类外燃机又被称为蒸汽机。根据做功机构的不同，又可分为往复活塞式、旋转式。

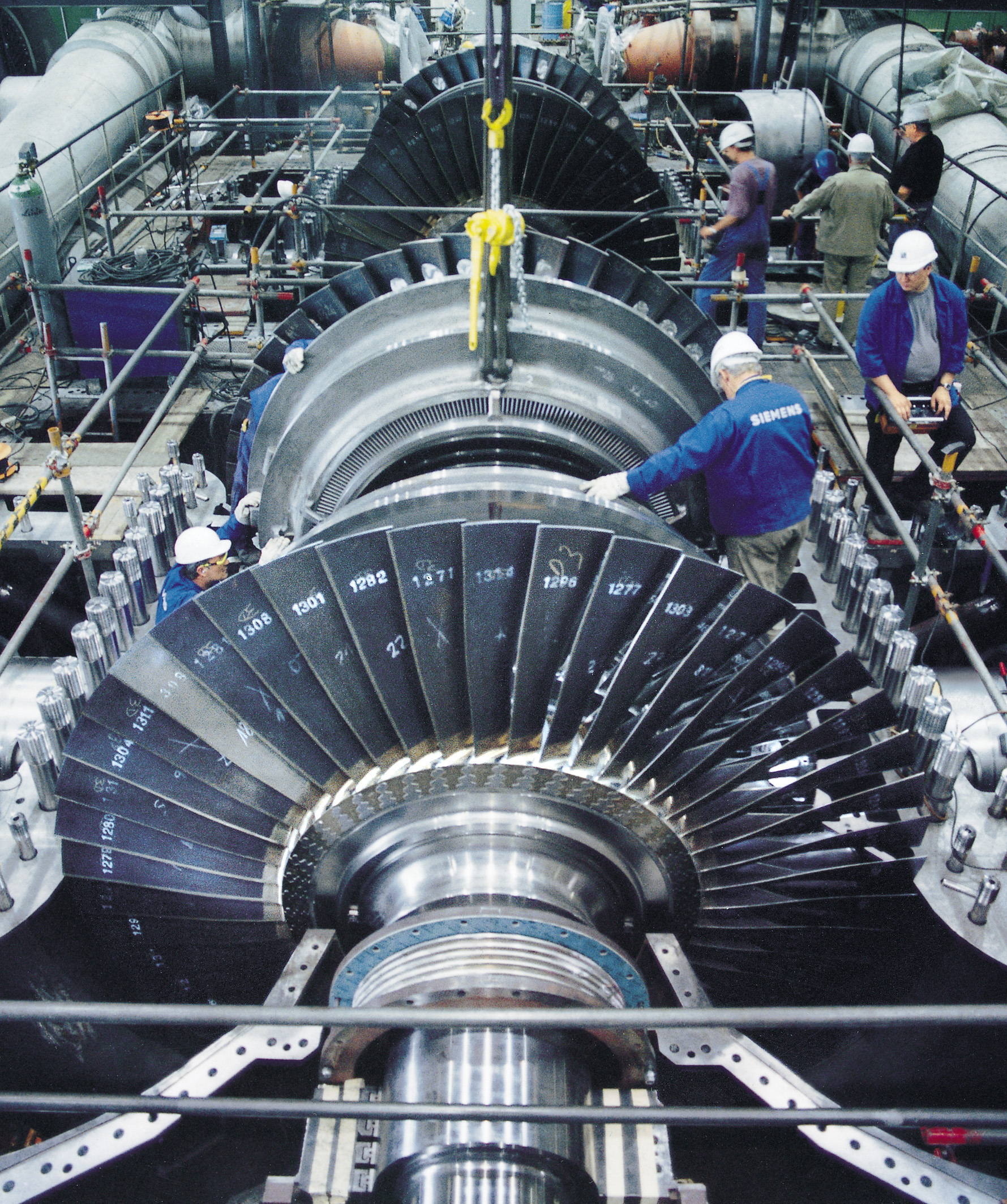
蒸汽轮机

- 蒸汽机是最主要的外燃机。对于活塞式蒸汽机而言，它主要利用水蒸气在低温中冷凝产生的相对于大气压力的负压、水在高温下蒸发的压力来推动活塞或是两者兼具。纽可门制造的蒸汽机就属于第一类，这类蒸汽机浪费了液态水转化为蒸汽过程中的能量，压力较小（不超过大气压），因而效率、动力都很低，但很安全不易发生爆炸。这类发动机一开始也只是在燃料丰富的煤矿内用作抽水。而增加了冷凝装置的蒸汽机则把汽缸内蒸汽引导入冷凝器内进行冷凝而不用对汽缸整体进行冷却。双动式蒸汽机使用高压蒸汽，通过换气阀使高压蒸汽从活塞的两个方向轮流驱动活塞运动[14]。多涨式蒸汽机是将已经做过功，仍然有一定温度的蒸汽导入到另一个活塞中继续工作的一种活塞蒸汽机。对于旋转式蒸汽机而言，利用高温蒸汽的动能推动叶轮旋转是其主要工作方式。现在火力发电站、核电站都普遍采用这种工作方式[15]。也可以经由太阳能加热水来产生动力发电。[16]或者是装载在船上作为船只动力来源。
- 斯特林发动机是一种利用封闭工质在冷热环境转换时的体积变化来做功的外燃机。因此它可以利用各种气体作为工作物质。简易斯特林发动机往往采用空气为工质，而大型斯特林发动机往往采用氢气或氦气做工质。[17]

## 内燃机

### 活塞内燃机
因为活塞式内燃机的气缸需要承受燃料爆炸时的巨大压力，对材料的工艺要求较高，因此内燃机的发展晚于外燃机。然而由于外燃机的工作过程是开放的，效率要比内燃机低，体积也较内燃机庞大。因此各种空间限制比较大的交通工具主要使用内燃机为动力来源。大功率内燃机的制造较为困难，导致火车与大型船舶在20世纪初以后才逐渐使用内燃机。在对经济性要求不高的军用船只上则又被体积更加小巧，结构更简单的燃气轮机所替代。
活塞内燃机工作过程

四冲程循环運作過程示意圖。

活塞内燃机的工作过程有四个步骤：進氣、壓縮、點燃、排气。
内燃机工作时需要让燃料和空气在汽缸内燃烧。所以，必须要吸入空气，并将其与燃料混合起来。这一混合过程可以发生在汽缸外，也可发生在汽缸内。以前，燃料依靠机械作用直接喷射，现在的发动机基本使用电子装置控制喷射过程，这样可以有利于发动机的工作过程更加平稳。发动机活塞的抽吸作用就足以吸入空气，但是对于大功率发动机来说，饱和工作状态下需要更多的空气来辅助燃烧。这时就可以采用压气机来吸入更多的空气。这一过程被称为增压，常见增压方式主要为机械增压与涡轮增压。机械增压就是利用电机或发动机本身动力带动压气机运转完成增压过程，涡轮增压则是利用发动机排出的高温废气来带动涡轮旋转，再通过涡轮带动压气机吸入更多空气。由于涡轮增压不需要浪费额外的能源就可增大发动机功率，现在已经广泛运用在乘用车辆上。此外还有惯性增压、气波增压、冲压式增压等不同的增压原理。需要在不同稀薄程度大气中工作的航空发动机甚至采用多级增压系统来满足对空气的需求。由于提升燃料供给只需增大泵给量即可，所以提升发动机的极限功率一般都是在增大进气量上下功夫。例如著名的氮氧加速系统，就是通过向燃料与空气的混合气体中加入能产生氧气的一氧化二氮。
燃烧在汽缸燃烧室内完成，此时的混合气体处于压缩状态。然后便是做功与排放产物。对于两冲程循环来说，做功与排放燃烧产物、吸入新的混合气体的过程几乎同时完成。四冲程循环则在不同的经过中完成这四个个过程。而六冲程循环的种类较多，工作顺序各不相同。
活塞内燃机燃料
内燃机主要使用液体燃料，尤其是柴油与汽油。早期内燃机也使用煤油。汽油发动机主要用在小型车辆与设备上，柴油发动机多用于大型设备。二者在结构上的区别之一，在于汽油发动机需要用火花塞点燃燃料，柴油发动机则使用压燃的办法点燃燃料。不过，也有安置火花塞以利于低温环境中工作的柴油发动机。近年来由于油价上升以及环保的要求，改进了的柴油发动机也被使用在小型乘用车上。同样出于环保需要，醇类燃料、生物柴油燃料占得比率也越来越大。内燃机的气体燃料则以甲烷也即天然气最为常见；氢气内燃机则是被认为各项性能均很优秀，然而距离大规模产业化尚远的一种发动机。与液体燃料相比，气体与氧气混合更加充分，放出的热更多，产生的有害气体更少。然而气体的储存较液体困难，现在一般采用压缩或液化的方式。使用压缩天然气（CNG）的气体发动机是发展较为成熟的一种气体发动机，多使用在公交车辆上。这类发动机多由柴油发动机改装而来，由于天然气着火点高于柴油，使用点燃的方式工作；同时压缩比也比柴油发动机为低。

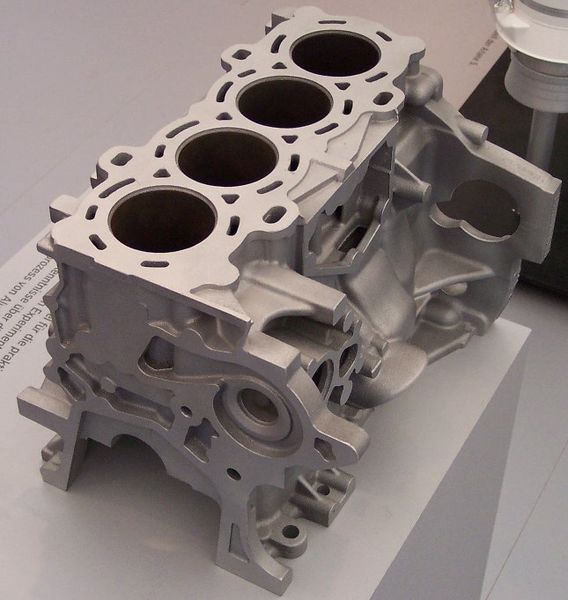
直列4缸发动机的缸体

#### 多缸活塞内燃机
除了应用在轻型摩托车、小型割草机等便携工具上的小型、微型内燃机外，大部分活塞式内燃机都为多缸发动机。汽缸根据排列方式不同，可分为直列型引擎（Straight engine）、V型引擎（V engine）、水平對臥引擎（Flat engine）、W型发动机（W engine）、H型引擎（H engine）和星型引擎（Radial engine）等。内燃机在工作过程中会随着活塞的运动产生震动，将汽缸间的夹角加大将可有助于汽缸之间抵消相互运动。夹角增大到180度时就成了水平對臥引擎，此种发动机是运行最稳定的发动机类型之一。然而由于现代发动机设计、制造工艺和控制技术的进步，水平发动机的优势已不如以前明显。同时水平对置发动机还有会因为地球引力产生偏置磨损（活塞底部磨损更严重）等缺点，现已逐渐不再使用。航空星型发动机也具有良好的稳定性能，数个汽缸（一般为奇数）按圆周排列，共用同一个飞轮。然而制造工艺较为复杂，截面积也较大，不利于降低风阻。

#### 转子发动机
转子发动机由德國汪克爾博士發明，採用不间断旋轉方式運動。它利用转子形腔的体积变化来完成压缩、燃烧、做功、排气四个过程。最早使用在德國NSU（奧迪汽車前身之一）的RO 80車款上。因为转子发动机在工作过程中多个行腔分别完成不同的工作过程，因此对于单个转子来说，燃烧做功是连续的。以三角转子发动机为例，转子运动一圈，相当于3缸活塞发动机运动4个行程。同时，转子发动机的动力可以由转子直接输出，发动机整体结构较活塞发动机简单。不过，由于转子在工作过程中做的是偏心运动，会降低发动机载具的稳定性。而且转子发动机耗油量较大，目前日本馬自達車廠在製造此類引擎並將之實用化方面投入较多。

#### 喷气式发动机

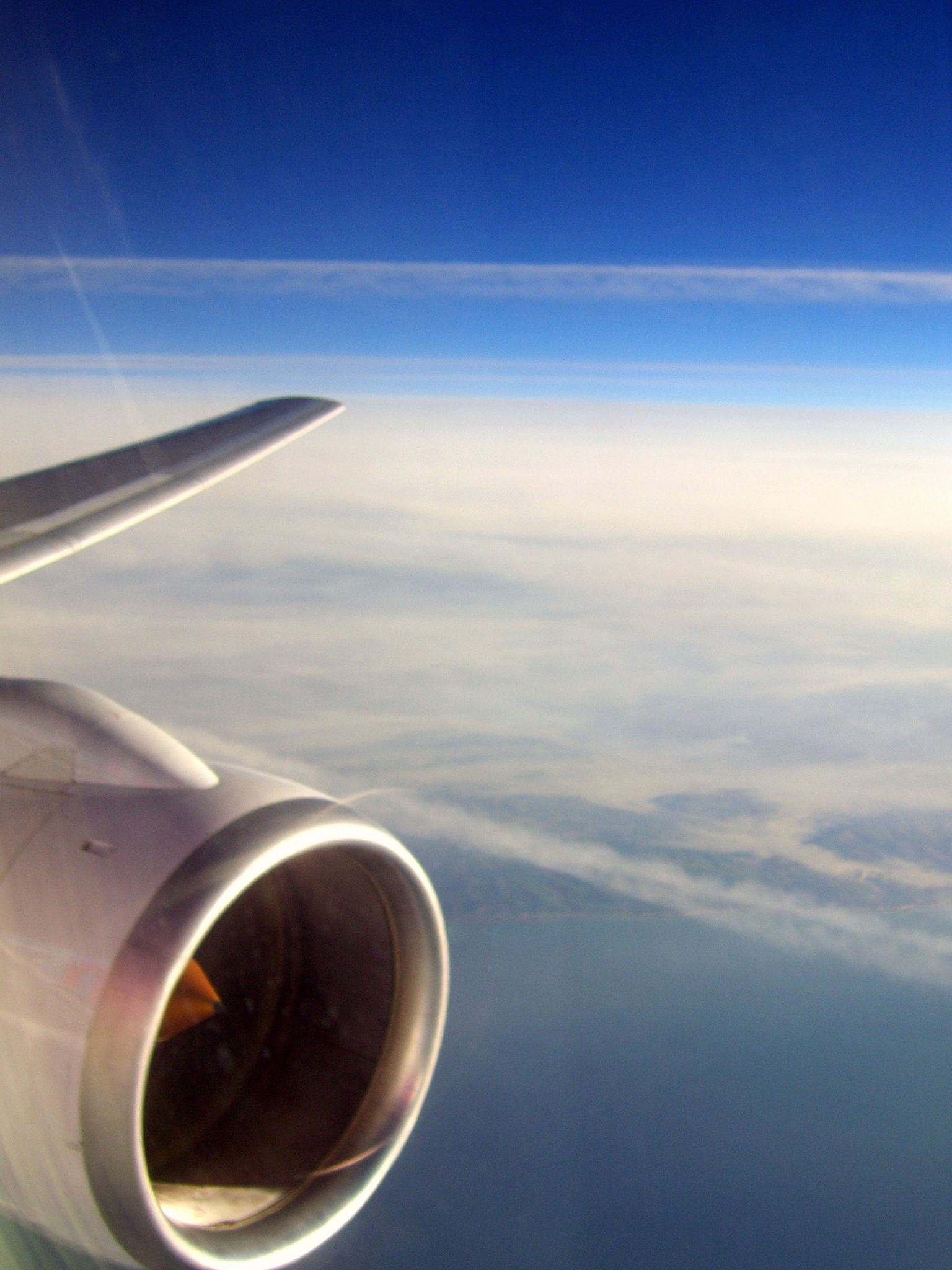
喷气式客机使用的涡轮风扇发动机

与活塞式发动机不同，喷气式发动机的燃烧过程是连续的。不过，仍然可以将喷气发动机的进气段、压气段、燃烧段、喷气段，同活塞式发动机的吸气、压缩、燃烧、排气四个阶段相类比。除了冲压发动机以外，燃料的燃烧一方面转化为高温气体的动能，一方面还要推动涡轮装置，再由涡轮驱动进气装置和压气机。喷气式发动机的机构要承受燃料燃烧时的高温高压，对材料要求极高，目前世界上也仅有少数国家能够独立生产和设计喷气式发动机。除了燃气轮机以外，喷气式发动机主要作为各种飞机的推进装置。

##### 喷气发动机的基本分类
- 涡轮喷气发动机：涡轮喷气发动机是最早的一种喷气式发动机。涡轮喷气式发动机的出口燃气直接在喷管中膨胀做功，根据使用压气机的类型还可进一步分为轴流式和离心式，根据转子的数量则又可以分为单转子和多转子型。涡轮喷气发动机是其他喷气发动机的基础。对于涡轮喷气式发动机来说，要想增大其功率，可以提高空气压缩比。也就是让燃烧产生的气体温度更高，但是如此一来，喷射出的气体的速度也会大幅提高。这部分高速气体的动能将会被浪费掉。[34]因此为了提高涡轮喷气式发动机的工作效率，产生了其他一些类型的喷气式发动机。
- 涡轮风扇发动机：与涡轮喷气式发动机相比，涡轮风扇式发动机多了一套低压涡轮，燃气在此处进一步膨胀做功，带动外函道风扇。外函道风扇高速运转，将一部分燃料能量转化为空气的动能。对速度要求不高的飞机如客运飞机等采用高函道比涡轮风扇发动机。而战斗机等高速飞机则使用低函道比涡轮风扇发动机。由于涡扇发动机的出口仍然包含未经燃烧的空气，因此战斗机发动机如f100等都在涡轮风扇发动机后加了一段加力燃烧室。当需要额外推力时，可向加力燃烧室内喷射燃料进一步燃烧产生动力。[35]但加力燃烧段的效率较为低下。涡轮风扇发动机比涡轮喷气式发动机空气流量大、效率高、耗油率低、噪音低。目前，干线民航客机、运输机普遍使用涡轮风扇发动机取代涡轮喷气发动机。
- 涡轮螺旋桨发动机：与涡轮风扇发动机较为类似，燃气膨胀做功，驱动低压涡轮带动螺旋桨转动。然而螺旋桨的转速比风扇低的多，因此需要一套减速机构将涡轮的轴功率输出至螺旋桨，同时涡轮螺旋桨发动机没有喷气机构，能量基本都用做轴功率。涡轮螺旋桨发动机的油耗比涡轮风扇发动机更低。然而由于其速度较慢，基本上只用在运输机及短程客機上。
- 涡轮轴发动机：与涡轮螺旋桨发动机十分相近，主要区别在于更多的能量被用作轴功率的输出。多用作直升飞机的动力装置。
- 冲压发动机：冲压发动机没有压气装置。它利用进气道的复杂形状，将高速运动的空气压缩，再与燃料混合后燃烧。冲压发动机结构简单，推重比大。然而由于只有在一定速度下时冲压发动机才能正常工作，无法从静止状态启动。所以要么飞行器采用冲压发动机和其他发动机组成的混合发动机为动力，要么飞行器由其他载具牵引，达到一定速度后再启动冲压发动机。[36]

## 火箭发动机
火箭发动机通过喷射高速燃烧的气体，在动量守恒原理的作用下，利用反冲效应推动载具运动。火箭发动机使用的氧化剂来自于自身携带，所以不需要像其他发动机那样设置进气道以及增压装置。通常火箭发动机由燃烧室、喷嘴、点火装置等结构组成。最简单的固体火箭发动机甚至可以将药柱、燃烧室、喷嘴合为一体，结构极为简单。

### 类型
火箭发动机分类方法众多，按照燃料种类，可以分为化学能火箭发动机、电能火箭发动机、核能火箭发动机、太阳能火箭发动机等。目前，化学能火箭发动机是发展最成熟，也是运用最广泛的一种火箭发动机。化学能火箭发动机又可以进一步的分为液体火箭发动机与固体火箭发动机。

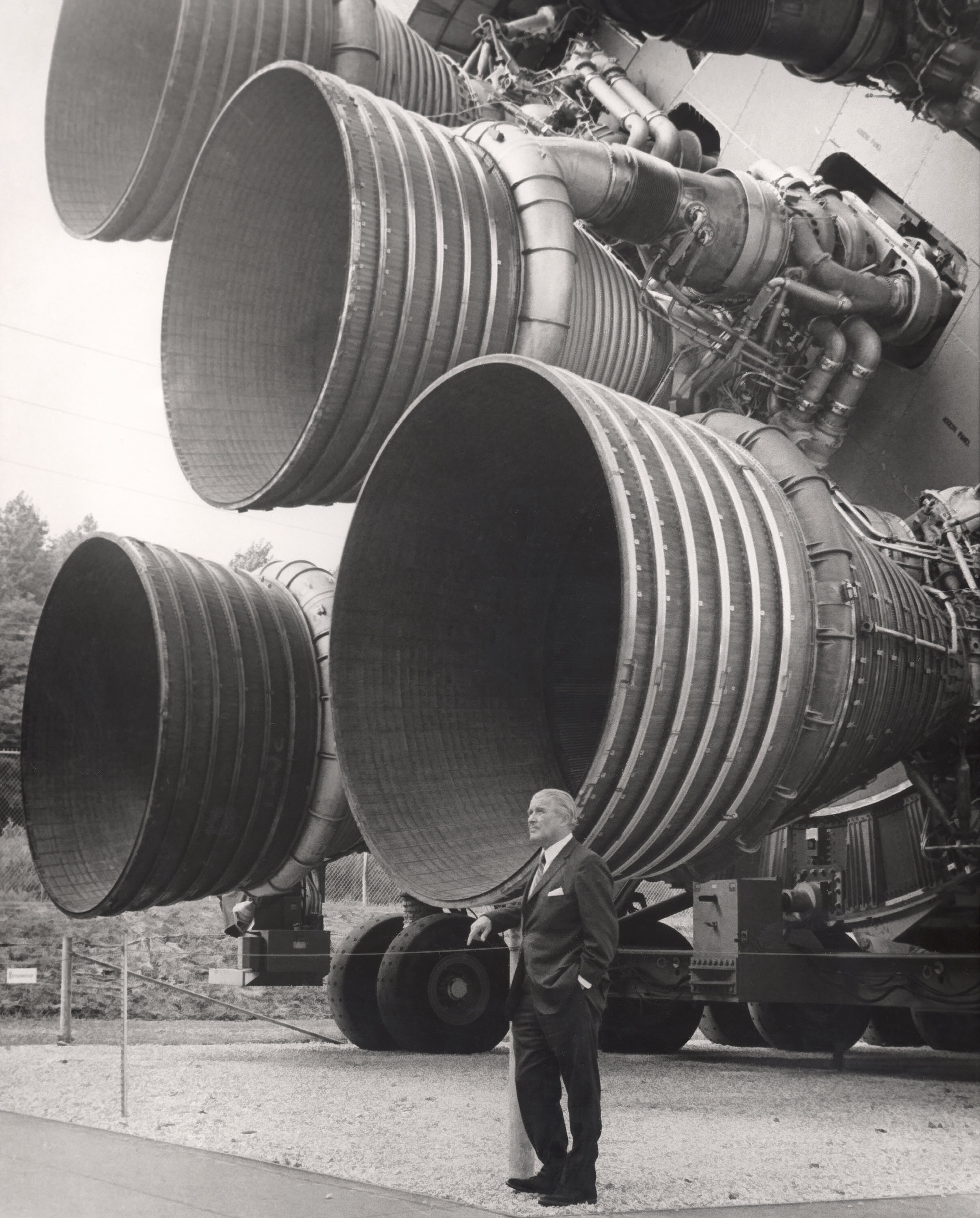
巨大的F-1火箭发动机

- 固体火箭发动机结构简单，机械零部件少。因此使用起来更加快捷方便。不同于在使用时装填燃料的液体火箭发动机，固体火箭发动机的燃料可以贮藏在发动机内长期存放，有利于载具的随时使用。同样由于结构简单，固体火箭发动机可靠性较高。固体燃料的密度大于液体燃料，因此节省下贮存燃料的空间，降低整体质量。综合这些优点，固体火箭发动机的成本要低于同功率的液体火箭发动机。不过，固体燃料的推力较低。也正因此，固体火箭发动机在较长的一段时间内都无法运用在宇宙航行使用的大型运载工具之上。固体火箭发动机点燃之后就将一直工作下去，无法控制推力或是反复点火，因此无法具备良好的操控性能，工作过程中产生的高温也要求固体火箭发动机不能长期工作。固体燃料自身性能受外界影响也使得固体火箭发动机性能不够稳定。同时，固体燃料燃烧后会产生较多的残余物质，一方面会对环境造成危害，另一方面对于军事用途来说，则会暴露载具的运动轨迹。综合以上这些因素，固体火箭发动机往往用于火箭弹、导弹的动力装置，航天器的辅助动力装置如逃逸发动机、分离发动机、减速发动机和各种民用设施如探空火箭、人工降雨火箭等。
- 液体火箭发动机需要燃料输送系统来将燃料室内的燃料输送至燃烧室，因此结构较固体火箭发动机复杂。但是采用自燃型燃料（如偏二甲肼）的发动机则可以省去点火装置。而像煤油-液氧组合的燃料系统则需要将燃料冷藏，等到发射时才向机体内灌注；液体燃料的灌注往往是不可逆的，所以必须等到完全有把握时才能进行发射准备工作。这些缺点都限制了液体燃料火箭在军事上的运用。然而，液体燃料推重比大，能够反复点火的特点对于宇宙航行来说十分有利。此外，还有采用固体燃料、液体氧化剂，液体燃料、固体氧化剂等多种形式的固液混合燃料火箭发动机。
- 电能火箭发动机利用电能将工作物质加速喷射出去以获得动能。工作物质可以是通过激光、微波或射频波照射获得的等离子体，也可以是分子气体。电能往往来自于太阳能电池或是核同位素温差电池。常见的电火箭发动机包括离子推进器、霍尔推进器、磁等离子推进器等。与化学能火箭发动机相比，电火箭发动机所需要的工作物质少，整体质量轻巧。然而现有的电火箭发动机技术所能提供的推力都远远小于化学能火箭发动机。这使得电火箭发动机只能在没有空气阻力的太空航行中运用。不过由于电火箭发动机的工作时间可以比化学火箭发动机长久的多，所以在深空探测方面如新视野号探测计划更加具有优势。
- 核能火箭发动机的能源并不来自于自身的燃料，而是依靠核裂变、核聚变或衰变产生的能量。核反应产生的能量加热工作物质（通常为液态氢）产生推力。核能火箭发动机消耗的核燃料少，然而存在放射性和推重比是其主要缺点。[38]
- 太阳能火箭发动机并不是太阳帆。它通过反射镜将太阳能聚焦在推力室中，加热工作物质产生推力。太阳能火箭发动机难以获得足够大的推力，目前只是处于研究阶段。[39]

### 运用
火箭发动机由于其大比冲的特点，主要运用在需要短时间加速的场合如各种火箭弹、导弹、制动、弹射座椅
上。有时人们为了追求高速，也会在各种现有的交通工具上加装火箭发动机。。同时，由于火箭发动机特别是固体火箭发动机的结构极其简单，往往也会被用在那些体积、重量受到限制的场所，例如牵引降落伞使其张开。或是与其他类型的发动机组合，以弥补其不足。由于固体火箭发动机不够稳定、液体火箭发动机复杂昂贵，一般大气层内的载人交通工具都不会以火箭发动机作为主要动力装置（但也有Me 163战斗机等例外）。可对于没空气用的大气层外宇宙航行而言，火箭发动机就成了唯一的选择。

## 问题

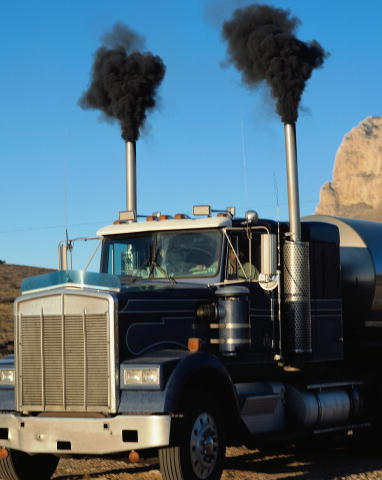
柴油发动机排放的黑色烟雾

当前发动机主要以不可再生的化石燃料为能量来源，由此产生了三个主要问题：资源消耗、环境污染、温室气体排放。
发动机的效率普遍比较低下。根据卡诺定理，理想热机的效率取决于高温热源和低温热源之间的温度比。因此，提升高温热源温度，降低低温热源温度就成了理论上提高效率的解决办法。发动机排放的废气往往温度太高，大量的热被包含在其中而浪费掉。对于内燃机而言，可以通过加装废气涡轮增压系统的办法来回收部分能量。而对于温度更高的燃气轮机来说，其废气甚至可以作为蒸汽轮机的高温热源，由此而组成的燃气-蒸汽联合系统是一种效率十分高的动力来源。
外燃机的燃烧是开放的，燃烧过程产生的热只有少数会传递到汽缸供做功使用。除此以外，燃料不能充分燃烧也是发动机效率低下的一个主要原因。要提高燃烧效率，可从提高燃料与氧化剂的接触方面入手。固体燃料的燃烧不如液体燃料的燃烧充分，液体燃料的燃烧又不如气体燃料的燃烧充分。因此，可以通过粉末化固体燃料，雾化液体燃料的方法来提高其燃烧效率。即便是气体燃料，它与氧化剂的混合过程、方式，点燃位置、方式也会对燃烧效率产生巨大的影响。这方面的复杂过程是各国都非常关注的课题。发动机各机械部件之间的摩擦也会浪费能量，合理添加润滑油可以减少这一部分的能量损耗。对于作为交通工具动力来源的发动机来说，减轻自身重量也是一种间接节约燃料的办法。因此越来越多的发动机采用铝镁合金、钛合金和各种复合材料。在降低部分性能的情况下，用某些省油的发动机来替代现有的发动机也是一种节约能源的方法。比如，在对航速要求不高的短途直线或支线飞机中使用螺旋桨内燃机替代喷气发动机。
污染可以分为固体污染、水污染、大气污染与噪声污染。对于燃烧煤的外燃机来说，产生污染（比如：伦敦型烟雾）的原因主要为燃料不能充分燃烧所产生的燃烧产物（煤灰），以及燃料中的杂质（主要为硫）的燃烧产物。而对燃烧汽油和柴油的内燃机来说，除了上述类型的污染物，氮气与氧气在汽缸内高温下反应所产生的氮氧化合物是一种更重要的污染来源（比如：洛杉矶型烟雾）。由此可见，提升燃料燃烧效率是一种既可以节约能源，又可以减少污染的方法。另一方面，在发动机废气出口处加装过虑、催化反应装置将有害物质转化为无害物质也是一种减少污染的重要途径。为了减少汽油发动机的爆震，需要在燃料中加入抗暴剂。在很长的一段时间里，四乙基铅都是一种常用的汽油抗暴剂。因此导致汽车尾气中含有有害的铅元素，这也是空气中铅的主要来源。由于铅的毒性，到20世纪末，世界上大多数国家已经停止生产与销售含铅汽油。喷气式发动机和火箭发动机的数量虽然较少，但由于工作高度高，产生的氮氧化物更容易破坏臭氧层。喷气发动机和火箭发动机的噪声污染也远大于其他类型的发动机。
燃烧化石燃料的发动机所产生的二氧化碳是温室气体的一个重要来源。飞机使用的喷气发动机所产生的凝结水蒸气也会造成温室效应。减少温室效应，一方面可以减少燃料消耗以降低二氧化碳排放。还可以采用其他燃料如含生物柴油来取代现有燃料，采用混合动力的发动机来减少温室气体排放。
为了降低发动机怠速时的排放，有人采用升高进气温度，减少汽缸吸入的空气质量，减少喷油量，在空燃比不变的情况下，降低排放，降低油耗。

## 备注
1. ↑  “发动机”、“引擎”、“马达”三者，按物理学、工程学辞书，均为同义词。英语 engine 与 motor，在学术上，亦为同义词[3]。

## 资料来源
- 张平孙维申眭英. . 北京理工大学出版社. ISBN 7-81013-490-6.
- （德）W. K.施特劳贝尔著·范国宝译. . 人民交通出版社.
- 高秀华郭建华编著. . 化学工业出版社. ISBN 7-5025-7670-3.
- 刘长福邓明主编. . 西北工业大学出版社. ISBN 7-5612-2059-6.

## 參閲
- 外燃機
- 內燃機
- 航空發動機
- 火箭發動機
- 轉子引擎
- 內燃機的強制進氣裝置

- 机械增压器
- 渦輪增壓器
- 雙增壓器

- 動力計